# Fluxofénime
La fluxofénime est un phytoprotecteur utilisé en combinaison avec l'herbicide Métolachlore sur les cultures de sorgho.